# 片山千惠子
片山千惠子（1984年7月24日—）是日本NHK的新闻主播。出生于神奈川县。她是福澤諭吉的後代。

## 生平
畢業於上智大学外国語学部，2008年加入NHK。2016年結婚，婚後產下一女一子。